# 伊索拉圣安东尼奥
伊索拉圣安东尼奥（義大利語：Isola Sant'Antonio）是意大利亚历山德里亚省的一个市镇。总面积23.94平方公里，人口754人，人口密度31.5人/平方公里（2009年）。ISTAT代码为006087。